# Michaël Cuisance
Michaël Bruno Dominique Cuisance (sinh ngày 16 tháng 8 năm 1999) là một cầu thủ bóng đá chuyên nghiệp người Pháp hiện đang thi đấu ở vị trí tiền vệ cho câu lạc bộ Venezia tại Serie A.

## Đầu đời
Cuisance sinh ra ở Strasbourg, Alsace.

## Sự nghiệp câu lạc bộ

### Sự nghiệp ban đầu
Cuisance trưởng thành từ lò đào tạo trẻ Strasbourg và AS Nancy.

### Borussia Mönchengladbach
Vào ngày 9 tháng 5 năm 2017, Cuisance ký hợp đồng với câu lạc bộ Bundesliga Borussia Mönchengladbach. Anh có trận ra mắt đội lần đầu tiên vào ngày 19 tháng 9 năm 2017 trong chiến thắng 2–0 trên sân nhà trước VfB Stuttgart. Anh được tung vào sân ở hiệp 2, thay cho Christoph Kramer. Cuisance đã được bầu chọn là cầu thủ Monchengladbach của năm trong mùa giải 2017–18, khi anh đã tạo ra nhiều màn trình diễn xuất sắc từ hàng tiền vệ cho câu lạc bộ.

### Bayern Munich
Vào ngày 17 tháng 8 năm 2019, Cuisance ký hợp đồng với câu lạc bộ Bundesliga Bayern Munich với mức phí gần 10 triệu euro cho đến năm 2024. Anh có trận ra mắt vào ngày 31 tháng 8 trong chiến thắng 6–1 trước Mainz 05, khi vào sân thay Thiago ở phút 79. Vào ngày 27 tháng 6 năm 2020, Cuisance ghi bàn thắng đầu tiên ở Bundesliga trong chiến thắng 4–0 trước VfL Wolfsburg.

## Thống kê sự nghiệp
Tính đến ngày 27 tháng 7 năm 2020
| Câu lạc bộ                  | Mùa giải            | Cúp liên đoàn       | Cúp liên đoàn | Cúp liên đoàn | Cúp quốc gia | Cúp quốc gia | Châu Âu | Châu Âu   | Khác    | Khác      | Tổng    | Tổng      |
| Câu lạc bộ                  | Mùa giải            | Giải                | Số trận       | Bàn thắng     | Số trận      | Bàn thắng    | Số trận | Bàn thắng | Số trận | Bàn thắng | Số trận | Bàn thắng |
| --------------------------- | ------------------- | ------------------- | ------------- | ------------- | ------------ | ------------ | ------- | --------- | ------- | --------- | ------- | --------- |
| Nancy II                    | 2015–16             | CFA 2               | 1             | 0             | -            | -            | -       | -         | -       | -         | 1       | 0         |
| Borussia Mönchengladbach II | 2017–18             | Regionalliga West   | 1             | 0             | -            | -            | -       | -         | -       | -         | 1       | 0         |
| Borussia Mönchengladbach II | 2018–19             | Regionalliga West   | 1             | 1             | -            | -            | -       | -         | -       | -         | 1       | 1         |
| Borussia Mönchengladbach II | Tổng cộng           | Tổng cộng           | 2             | 1             | 0            | 0            | 0       | 0         | 0       | 0         | 2       | 1         |
| Borussia Mönchengladbach    | 2017–18             | Bundesliga          | 24            | 0             | 2            | 0            | -       | -         | -       | -         | 26      | 0         |
| Borussia Mönchengladbach    | 2018–19             | Bundesliga          | 11            | 0             | 2            | 0            | -       | -         | -       | -         | 13      | 0         |
| Borussia Mönchengladbach    | Tổng cộng           | Tổng cộng           | 35            | 0             | 4            | 0            | 0       | 0         | 0       | 0         | 39      | 0         |
| Bayern Munich               | 2019–20             | Bundesliga          | 9             | 1             | 1            | 0            | 0       | 0         | 0       | 0         | 10      | 1         |
| Bayern Munich II            | 2019–20             | 3. Liga             | 5             | 2             | -            | -            | -       | -         | -       | -         | 5       | 2         |
| Tổng cộng sự nghiệp         | Tổng cộng sự nghiệp | Tổng cộng sự nghiệp | 52            | 4             | 5            | 0            | 0       | 0         | 0       | 0         | 57      | 4         |

1. ↑  Includes DFB-Pokal

## Danh hiệu
Bayern Munich II
- 3. Liga: 2019–20[13]

Bayern Munich
- Bundesliga: 2019–20[13]
- DFB-Pokal: 2019–20[14]
- UEFA Champions League: 2019–20

Cá nhân
- UEFA European Under-19 Championship Team of the Tournament: 2018[15]
- Cầu thủ xuất sắc nhất mùa giải của câu lạc bộ Borussia Mönchengladbach: 2017–18[16]